# Geschichte Mayottes

Wappen von Mayotte

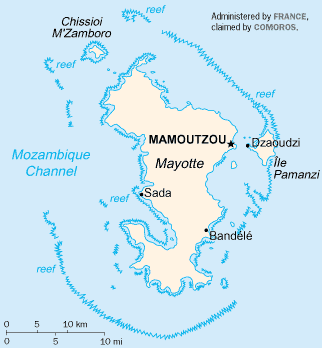
Die Insel Mayotte

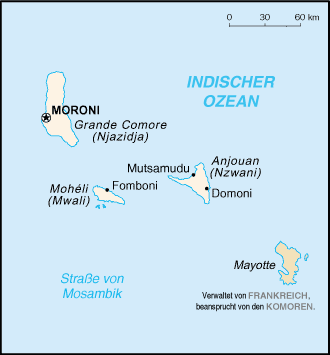
Lage der Insel innerhalb des Archipels der Komoren

Die Geschichte Mayottes umfasst die Entwicklungen auf dem Gebiet des französischen Übersee-Departements Mayotte von der Urgeschichte bis zur Gegenwart. Die Inselgruppe Mayotte gehört zum Archipel der Komoren im Indischen Ozean und ist heute ein französisches Übersee-Gebiet (Collectivité d’outre-mer). Sie besteht aus der gleichnamigen Hauptinsel Mayotte, den zwei Nebeninseln Île Pamanzi und Ile M’Zamboro sowie einigen sehr kleinen, vorgelagerten Inseln.

## Vorkoloniale Geschichte
Wie die übrigen Inseln der Komoren ist Mayotte seit etwa 500 n. Chr. menschlich besiedelt, ursprünglich durch austronesische Seefahrer aus dem Gebiet des heutigen Indonesien, die direkt über den Indischen Ozean oder mit Zwischenstation über die südlich gelegene Insel Madagaskar hierher kamen, später durch Bantu von der Küste Ostafrikas. Gemäß der Chronik von Kilwa tauchten bereits im 10. Jahrhundert arabisch-persische Händler aus der persischen Stadt Schiras, Schirasi genannt, auf den Komoren auf und brachten den Islam hierhin. Eine Swahili-Kultur entstand auf den Inseln einschließlich Mayotte und für das 11. oder 12. Jahrhundert ist die exportorientierte Produktion von Eisen auf der Insel bezeugt. In dieser Phase finden sich in der Nekropole von Bagamoyo auch Spuren der Schirasi auf Mayotte. Um 1500 entstand auf der Insel ein Sultanat, genannt Maore or Mawuti (aus dem arabischen جزيرة الموت / Ǧazīrat al-Maut, was so viel wie „Insel des Todes“ bedeutet).
1566 wurde die älteste Moschee der Insel Mayotte im Ort Chingoni errichtet. 1503 erreichten erstmals portugiesische Seefahrer die Insel und verzeichneten sie auf ihren Karten.
Gegen Ende des 18. Jahrhunderts litten sämtliche Inseln der Komoren unter Sklavenjagden des madegassischen Volkes der Sakalava. Aber nur auf Mayotte ließen sie sich dauerhaft nieder, weshalb hier in einigen Dörfern auch heute noch Kibushi, eine madegassische Sprache, gesprochen wird. Europäische Piraten suchten die Inseln ebenfalls zwischen 1600 und 1800 heim und die Truppen des Sultans der Nachbarinsel Anjouan verheerten die Insel in den 1740er Jahren. Zwischen 1790 und 1820 nahmen die Sklavenjagden der Sakalava dramatisch zu. Schließlich war Mayotte zu Beginn des 19. Jahrhunderts weitgehend entvölkert, von geschätzten 12.000 Einwohnern im 16. Jahrhundert bis auf weniger als 5.000 Einwohner bei der ersten Volkszählung der Franzosen 1843.
1832 wurde Mayotte von Andriantsoly, einem ehemaligen König des Reiches von Iboina auf Madagaskar erobert; 1833 vom benachbarten Sultanat von Mwali (Mohéli auf Französisch) und 1835 wieder vom Ndzuwani Sultanat (Sultanat von Anjouan, das einen Vertreter seiner Macht mit dem ungewöhnlichen islamischen Titel eines Kadi zurückließ). 1836 erlangte die Insel ein letztes Mal ihre Unabhängigkeit unter einem lokalen Sultan.

## Herrscher der Insel seit 1500
| Beginn der Herrschaft | Ende      | Name                         | Kommentar                                                   |
| --------------------- | --------- | ---------------------------- | ----------------------------------------------------------- |
| seit 1500             |           | Maoré oder Mawati            | Beginn des ersten Sultanats                                 |
| 1700                  | 1714      |                              | Regent                                                      |
| 1714                  | 1720      |                              | Monavo bint Mwinye, Fani (Regent)                           |
| 1720                  | 1727      | Abu Bakr bin Omar            |                                                             |
| 1727                  | 1752      | Salim bin Abi Bakr           |                                                             |
| 1752                  | 1790      | Boina Kombo ben Salim        |                                                             |
| 1790                  | 1807      | Salim II                     | verstorben 1807                                             |
| 1807                  | 1817      | Suhali bin Salim             | verstorben 1817                                             |
| 1817                  | 1829      | Mawana Amadi bin Boina Kombo | verstorben 1829                                             |
| 1829                  | 1829      | Moge Muku                    |                                                             |
| 1829                  | 1832      | Boina Kombo bin Amadi        |                                                             |
| 1832                  | 1833      | Andriantsoly                 | 1. Mal                                                      |
| 1833                  | 1835      |                              | Kein eigener Sultan, Anschluss an Mohéli, später an Anjouan |
| 19.11. 1835           | 1836      | Umar                         | Gouverneur und Kadi                                         |
| 1836                  | 25.3.1841 | Andriantsoly                 | 2. Mal                                                      |

## Französische Kolonialzeit

### Protektoratszeit bis 1912

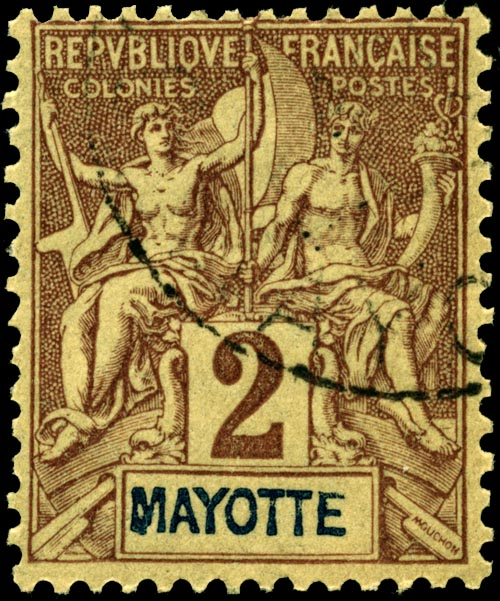
Briefmarke aus der Kolonialzeit

Am 25. April 1841 erklärten die Franzosen Mayotte zum Protektorat (am 13. Juni 1843 wurde ein entsprechendes Schriftstück ratifiziert) und begannen von hier aus die Einflussnahme auf die übrigen Inseln. 1847 verboten sie die Sklaverei auf Mayotte und förderten die Besiedelung der durch madagassische Überfälle und Sklavenjagden weitgehend entvölkerten Insel mit freigelassenen Sklaven und französischen Siedlern. Trotz des Verbots der Sklaverei wurden allerdings Arbeitskräfte insbesondere aus dem nahegelegenen portugiesischen Mosambik unter sklavereiähnlichen Bedingungen auf den Zuckerrohrfeldern des Landesinneren „gehalten“. Erst ab 1878 halten sich die Plantagenbesitzer an einen Erlass, der es verbietet, Arbeitskräfte in Eisenketten zu legen. 1864 wurde die erste staatliche Schule der Insel in Dzaoudzi eröffnet. Am 13. März 1896 wurde die Stadt Mamoudzou auf Mayotte zur Hauptstadt des gesamten Protektorates der Komoren erklärt.

### Kolonialzeit 1912–1946
1912 erhielt das „Protektorat der Komoren“ einschließlich Mayotte den Status einer Kolonie, ab 1914 wurden sie von der französischen Kolonie Madagaskar aus verwaltet. Die Kolonialgesellschaften verloren dadurch ihre direkte Herrschaft, blieben aber überaus mächtig. In den 1930er Jahren gehörten ihnen 46 % der Landfläche von Grand Comore 37 % von Anjouan, 22 % von Moheli und 15 % der Fläche von Mayotte. Während des Zweiten Weltkriegs wurden die Inseln, die sich für die Vichy-Regierung von Marschall Philippe Pétain erklärt hatten, vorübergehend von britischen Truppen besetzt.

### Überseegebiet seit 1946
1946 erhielten die nun nicht mehr von Madagaskar aus verwalteten Komoren den Status eines französischen Überseegebiets mit administrativer Autonomie. 1956 garantierte Frankreich das Wahlrecht und den Übergang zu voller innerer Autonomie, die allerdings erst im Januar 1968 endgültig gewährt wurde. Als Kandidat einer gemeinsamen Liste der politischen Gruppierungen der Inseln wurde 1957 Mohammed Ahmed zum Regierungschef gewählt. Nach einem Referendum gab das Regionalparlament 1958 seine Zustimmung zur Beibehaltung des Status eines französischen Überseeterritoriums. Nur die Vertreter Mayottes hatten für eine engere Anbindung an Frankreich plädiert und den Status eines Départements gefordert.

## Trennung von den Komoren 1975
Mayotte war die einzige Insel des Archipels, die in den Abstimmungen von 1974 und 1976 (mit 63,8 % und 99,4 % Zustimmung) die Verbindungen zu Frankreich aufrechterhielt und auf die Unabhängigkeit verzichtete. Die Union der Komoren, in der sich sämtliche anderen Inseln des Archipels der Komoren 1975 zu einem unabhängigen Staat vereinigten, erhebt seither Anspruch auf Mayotte und erkennt dessen Zugehörigkeit zu Frankreich nicht an. Hierbei stützt sich die Union auf eine Resolution des UN-Sicherheitsrates aus dem Jahr 1976, in dem 11 von 15 Mitgliedern die Souveränität der Union der Komoren über die Insel Mayotte anerkannten. Frankreich legte jedoch sein Veto gegen die Resolution ein. Die Vollversammlung der Vereinten Nationen hat seither mehrere ähnlich lautende Resolutionen erlassen, 1995 wurde die Frage das letzte Mal dort diskutiert. Im selben Jahr führte Frankreich eine Visumpflicht für Bürger der Union der Komoren ein.

## „Collectivité départementale“ Mayotte 2001 bis 2009
Der wirtschaftliche Aufschwung auf der Insel führte zu einem wachsenden Zustrom von Wirtschaftsimmigranten von den übrigen Komoreninseln. 1995 schaffte daher die französische Regierung unter Édouard Balladur den freien Reiseverkehr zwischen Mayotte und den Inseln der übrigen Komoren ab. Seither ist auch für Komorer ein Visum für Mayotte nötig. Trotzdem kommen jede Nacht Flüchtlinge auf der Insel an, in der Hoffnung, 13 Jahre dort zu überleben – ihre Kinder werden dann französische Staatsbürger. Heute leben über 60.000 illegale Einwanderer auf Mayotte, meist Menschen von den umliegenden Inseln.
Auf der Insel ist ein kleines Kontingent dem französischen Staat dienender Soldaten (Fremdenlegion) stationiert.
Am 11. Juli 2001 stimmten 73 % der Bevölkerung der Insel für einen neuen politischen Status als collectivité départementale. Seither hatte Mayotte eine ähnliche rechtliche Stellung wie die französischen Übersee-Départements, war anders als diese aber nicht Teil der Europäischen Union. In der französischen Nationalversammlung war Mayotte mit einem Abgeordneten und im Senat mit einem Senator vertreten.
Am 28. März 2003 wurde die Verfassung Frankreichs modifiziert und der Name Mayotte im Artikel 72 unter den „Überseeischen Gebieten“ als „Gebietskörperschaften mit Sonderstatus“ aufgelistet.

## Département Mayotte ab 2011
In einer weiteren Volksbefragung befürworteten am 29. März 2009 die Einwohner von Mayotte, dass ihre Insel die Bezeichnung Département erhält und die Kompetenzen der Übersee-Départements und Übersee-Regionen gemäß Artikel 73 der Verfassung Frankreichs ausübt. Bei einer Beteiligung von rund 61 % stimmten rund 95 % der Befragen zu. Die Umsetzung ist mit der Neuwahl des Generalrates von Mayotte 2011 in Kraft getreten. Damit ist die Insel seit dem 31. März 2011 das 101. Département Frankreichs und seit dem 1. Januar 2014 Teil der Europäischen Union.
Am 15. Dezember 2024 traf mit dem Zyklon Chido ein unerwartet heftiger tropischer Wirbelsturm die Inselgruppe und richtete große Verwüstung an; es gab mindestens 22 Todesopfer.